# Вулиця Поліська (Черкаси)
Вулиця Полі́ська — одна з вулиць у місті Черкаси, у мікрорайоні Дахнівка.

## Розташування
Вулиця є крайньою північно-західною межею міста і сполучає між собою початки вулиць 2-го Українського фронту на півдні та Набережної на півночі. До неї також примикає вулиця Зарічна.

## Опис
Вулиця неширока та неасфальтована, забудована приватними будинками по правому боці.

## Історія
Вулиця отримала свою назву, через те, що лівий її бік обернений до лісових масивів Черкаського бору.